# Operazione Kikusui
Operazione Kikusui (菊水作戦?, Kikusui sakusen) fu una serie di grandi attacchi aerei suicidi sferrati dai reparti kamikaze della Marina imperiale giapponese e dell'Esercito imperiale giapponese durante la battaglia di Okinawa per cercare di fermare l'invasione dell'isola da parte delle forze aeronavali e terrestri alleate.
Gli attacchi aerei kamikaze, condotti con grande coraggio e determinazione dai giovani piloti volontari sotto la direzione dell'ammiraglio Matome Ugaki, si susseguirono in almeno dieci ondate dai primi giorni di aprile alla fine di giugno 1945. I disperati attacchi suicidi inflissero pesanti perdite alle forze navali alleate che ebbero numerose navi affondate o gravemente danneggiate, ma, nonostante il sacrificio della vita dei piloti giapponesi, non riuscirono a fermare la macchina militare statunitense che alla fine completò con successo la conquista dell'isola di Okinawa.
L'impressionante determinazione delle unità d'attacco speciale giapponesi e la gravità delle perdite subite influì sulla decisione della dirigenza politico-militare statunitense di evitare un'invasione terrestre del Giappone e ricercare altre soluzioni per arrivare alla resa dell'irriducibile nemico.
La denominazione dell'operazione, Kikusui, deriva dal nome della hata-jirushi (il vessillo di battaglia) del leggendario samurai Kusunoki Masashige.

## La guerra del Pacifico all'inizio del 1945
La battaglia delle Marianne nel giugno 1944 e la successiva battaglia del Golfo di Leyte nell'ottobre 1944 si erano concluse con pesanti sconfitte per la Marina imperiale giapponese che era uscita decimata da questi grandi scontri aeronavali e non appariva più in grado di contrastare efficacemente l'enorme flotta statunitense. Nel marzo 1945 le navi americane della Task Force 58 sferrarono attacchi aeronavali contro l'isola di Kyūshū e dimostrarono che gli Alleati erano in grado di dominare le acque intorno alle isole giapponesi e che le tattiche convenzionali di guerra aeronavale erano impotenti di fronte alla schiacciante potenza di fuoco dell'apparato bellico degli Stati Uniti. Per contrastare la crescente superiorità alleata, già dopo la caduta delle isole Marianne alcuni capi estremisti e irriducibili avevano proposto iniziative radicali per contrastare il nemico e impedire la disfatta del Giappone.
L'ammiraglio Takijirō Ōnishi aveva proposto di organizzare "unità d'attacco aereo speciali" (tokubetsu kōgeki tai, abbreviato tokkōtai), costituite da volontari incaricati di sferrare con i loro aerei, attacchi suicidi contro le navi alleate; le prime unità Kamikaze della Marina Imperiale avevano partecipato alla battaglia del Golfo di Leyte e avevano ottenuto alcuni successi tra cui l'affondamento della portaerei USS Princeton. Nei successivi combattimenti aeronavali al largo di Kyūshū i kamikaze avevano danneggiato seriamente altre due portaerei americane. Questi primi risultati convinsero il Quartier generale Imperiale dell'efficacia degli "attacchi speciali": le unità kamikaze apparivano l'unica soluzione possibile per cambiare l'esito della guerra; di conseguenza la Marina imperiale e l'Esercito imperiale iniziarono subito a costituire unità "d'attacco speciale" per sferrare massicci attacchi kamikaze contro le forze navali della U.S. Navy.

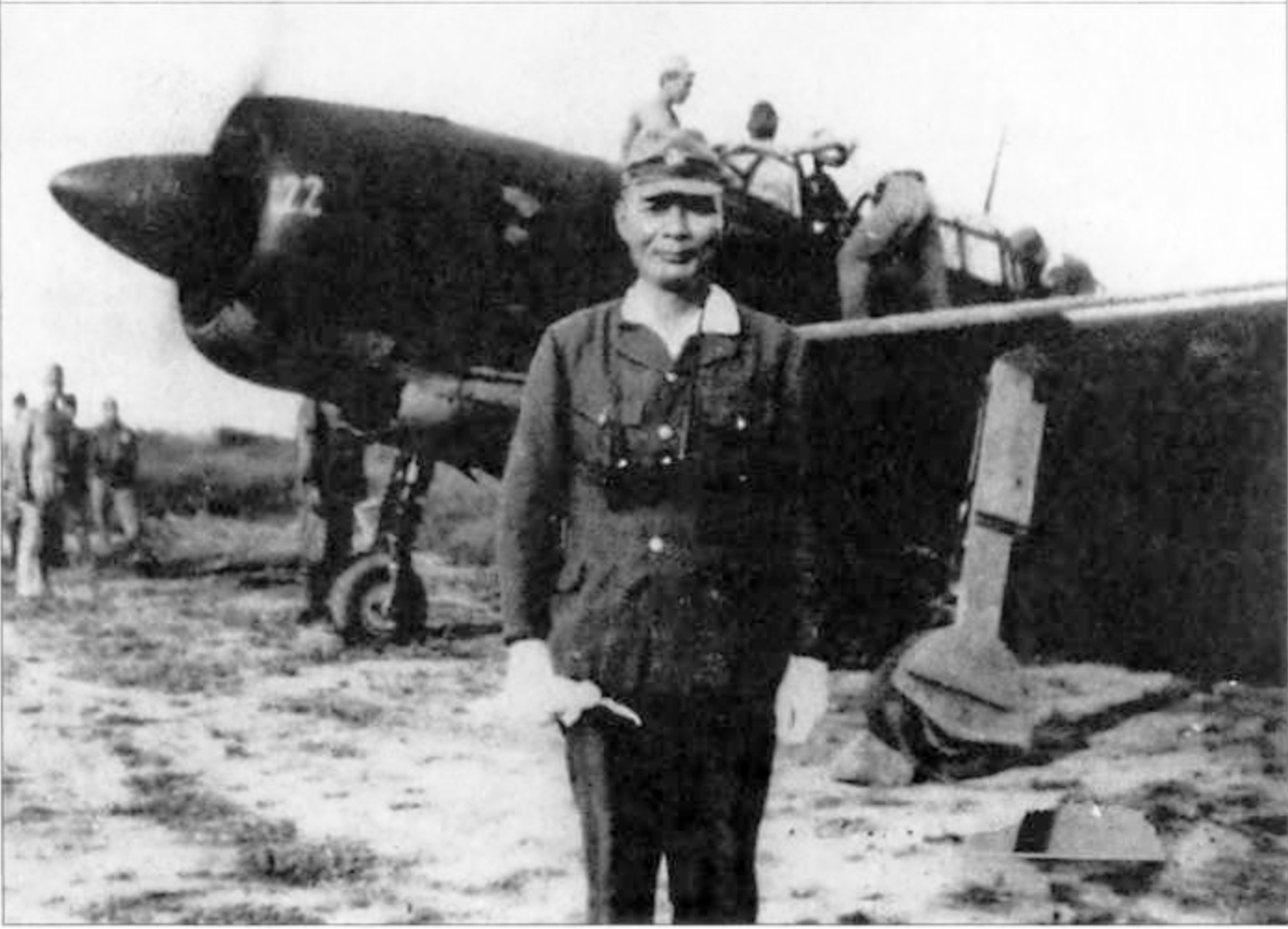
Il vice ammiraglio Matome Ugaki, responsabile di tutti gli attacchi Kamikaze della Marina imperiale giapponese nella battaglia di Okinawa

Il 20 marzo 1945, il Quartier generale imperiale diede inizio alle complesse manovre previste dalla operazione Ten-Go per difendere l'isola di Okinawa dalla imminente invasione da parte delle enormi forze aeronavali e terrestri americane. Il piano giapponese prevedeva l'intervento di numerosi gruppi aerei: la Marina imperiale avrebbe impegnato la Quinta flotta aerea del vice ammiraglio Matome Ugaki con base a Kyūshū, la Terza flotta aerea con base a Formosa e la Decima flotta aerea; il viceammiraglio Ugaki avrebbe diretto operativamente tutte le unità aeree della Marina imperiale; a sua volta l'Esercito imperiale avrebbe impiegato la Ottava divisione aerea della Sesta armata aerea schierata a Formosa al comando del tenente generale Kenji Yamamoto.
Il vice ammiraglio Ugaki aveva la direzione generale delle missioni kamikaze; egli tuttavia riteneva necessario salvaguardare i piloti più esperti e gli aerei più moderni e quindi assegnò agli "attacchi speciali" soprattutto giovani piloti inesperti e allievi piloti che avrebbero impiegato in gran parte aerei di seconda qualità o già logorati dall'impegno bellico; l'ammiraglio contava sull'eccezionale spirito combattivo e il fanatismo di questi giovani piloti che avrebbero sferrato gli attacchi suicidi sotto la protezione degli aerei e i piloti migliori che avrebbero volato intorno alla massa dei kamikaze. Nelle settimane precedenti l'assalto alleato ad Okinawa, la Marina e l'Esercito imperiale concentrarono un gran numero di aerei assegnati ai giovani piloti suicidi il cui morale venne ancor più esaltato dagli onori e la venerazione ricevuti da parte della popolazione che li considerava "eroi" e "dei".

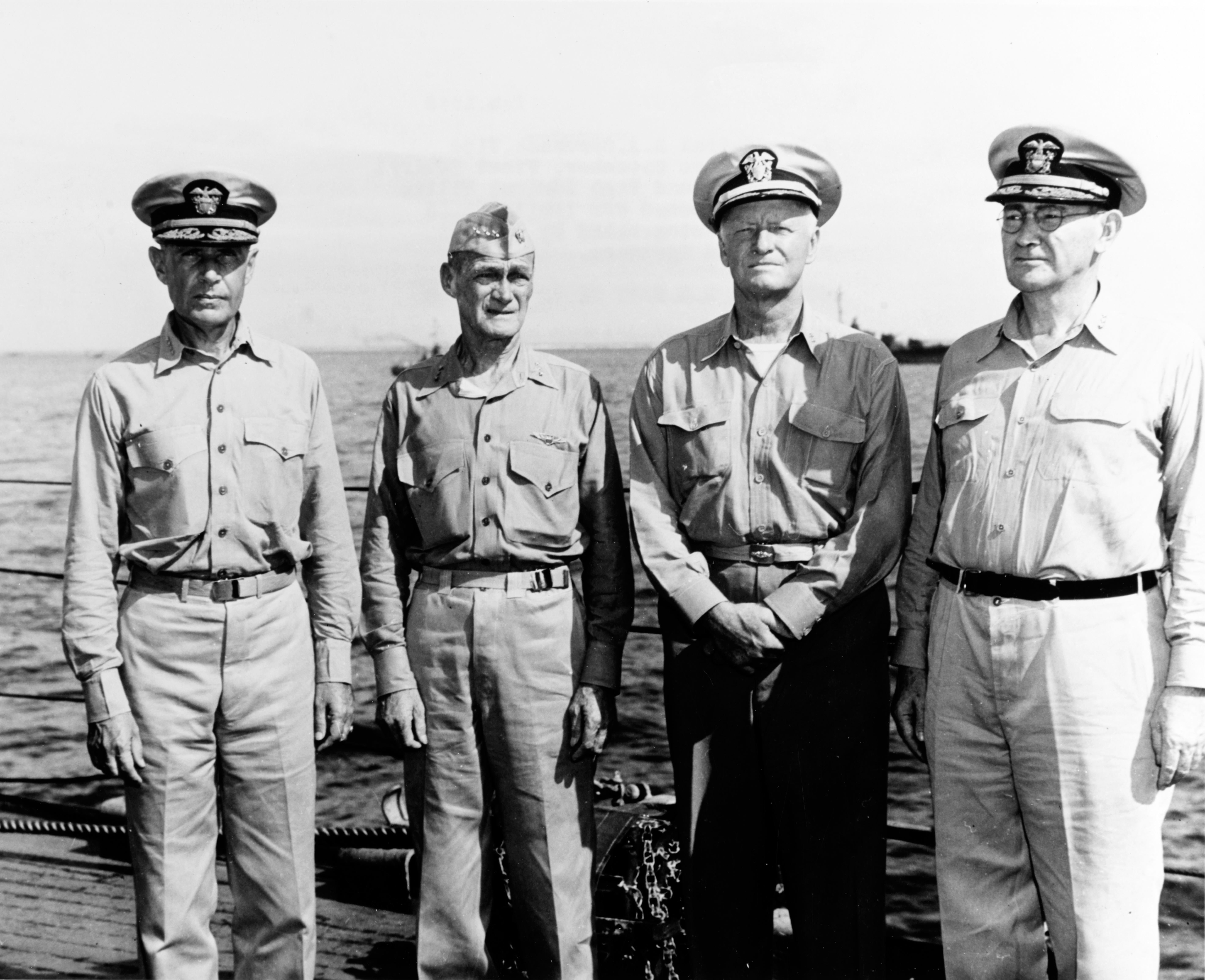
Da sinistra: l'ammiraglio Raymond Spruance, l'ammiraglio Marc Mitscher, l'ammiraglio Chester Nimitz e l'ammiraglio Willis Lee

Il 1º aprile 1945, il Quartier generale imperiale, sempre più preoccupato per l'imminente nuova offensiva aeronavale americana, diede ordine di accelerare "la conversione di tutti gli aerei da guerra della Marina imperiale e dell'Esercito imperiale in aerei d'attacco speciale", stabilendo quindi che da quel momento la maggior parte dei mezzi aerei giapponesi sarebbe stata impiegata come kamikaze; nei campi di volo di Kyūshū si affrettarono i preparativi per gli interventi degli aerei suicidi, designati "operazioni Kikusui" dalla Marina imperiale e "assalti aerei totali" dall'Esercito imperiale; nell'isola giapponese più meridionale furono raggruppati oltre 3 000 aerei di vari tipi. Lo stesso giorno dell'ordine del Quartier generale imperiale, gli Alleati iniziarono l'operazione Iceberg, l'attacco contro Okinawa. L'ammiraglio Raymond Spruance, comandante della Quinta flotta, disponeva di forze imponenti per supportare e proteggere la Decima armata del generale Simon Bolivar Buckner incaricata, con tre divisioni dell'Esercito e tre dei Marines, di conquistare l'isola. La Quinta flotta schierava la Task Force 51 dell'ammiraglio Richmond Turner che, con 1 205 navi, tra cui 18 portaerei di scorta, 10 corazzate e 136 cacciatorpediniere e navi scorta, era incaricata di sbarcare e sostenere logisticamente il corpo di spedizione, e la Task Force 58 dell'ammiraglio Marc Mitscher che, con altre 8 corazzate, e 18 portaerei di squadra con oltre 1 300 aerei a bordo, avrebbe organizzato un formidabile schermo aereo sui cieli intorno all'isola; le forze americane erano inoltre rafforzate dalla squadra del Pacifico britannica dell'ammiraglio Bernard Rawlings che disponeva di quattro portaerei e due corazzate. Ulteriore supporto aereo alle truppe a terra sarebbe stato fornito dall'aviazione tattica dei Marines e anche dai bombardieri strategici della Twentieth Air Force a partenza dalla grandi basi aeree delle isole Marianne.
Lo sbarco americano sull'isola di Okinawa, il 1º aprile 1945, si svolse inizialmente con regolarità e senza una significativa opposizione da parte delle truppe di terra giapponesi; le forze aeree nipponiche invece intervennero nel corso della giornata con sporadici attacchi di aerei kamikaze e ottennero qualche limitato successo. Un primo gruppo di aerei suicidi riuscì a colpire, nonostante la energica reazione dei caccia imbarcati e dell'artiglieria contraerea, la corazzata USS West Virginia, la nave da sbarco LST 884, che si incendiò, e la nave da trasporto Hinsdale che, pesantemente danneggiata, dovette essere rimorchiata in una base provvisoria di riparazioni. Un successivo attacco kamikaze invece si diresse contro le navi britanniche della British Pacific Fleet che reagirono efficacemente anche se un cacciatorpediniere e la portaerei HMS Indefatigable furono danneggiato da attacchi suicidi.
Questi primi attacchi suicidi era solo operazioni preliminari; nei giorni seguenti la resistenza delle truppe giapponesi a terra si rafforzò progressivamente e infine il 6 aprile 1945 la Marina imperiale diede inizio alla operazioni Kikusui I, mentre l'Esercito imperiale sferrava il "Primo assalto aereo totale" contro le forze navali nemiche.

## Gli attacchiKamikazea Okinawa

### Operazione Kikusui I
In realtà l'ammiraglio Ugaki e l'alto comando nipponico avevano previsto di sferrare il primo attacco kamikaze in massa l'8 aprile 1945 ma la prima mattina del 6 aprile l'ammiraglio Raymond Spruance sferrò un attacco preventivo sulle basi aeree giapponesi nell'isola di Kyūshū con la sua aviazione imbarcata sulle portaerei. Egli era stato informato dalle ricognizioni aeree del 4 aprile della presenza di ingenti forze aeree nemiche nei campi di volo di Kyūshū e, temendo un concentramento di aerei suicidi contro le sue navi, aveva deciso di colpire per primo. L'attacco aereo americano all'alba del 6 aprile tuttavia non raggiunse grandi risultati e, nonostante le esagerate stime dei piloti statunitensi sulle perdite inflitte, le basi aeree giapponesi subirono pochi danni; l'attacco tuttavia preoccupò l'alto comando nipponico che, temendo nuove incursioni, decise di accelerare i tempi e lanciare subito il primo attacco kamikaze facendo decollare nella tarda mattinata 355 aerei suicidi, di cui 230 della Marina imperiale e 125 dell'Esercito. Per mancanza di tempo, non fu possibile far partecipare secondo i piani originali numerosi caccia di scorta per proteggere gli aerei suicidi che quindi si lanciarono contro le navi nemiche senza la prevista copertura.

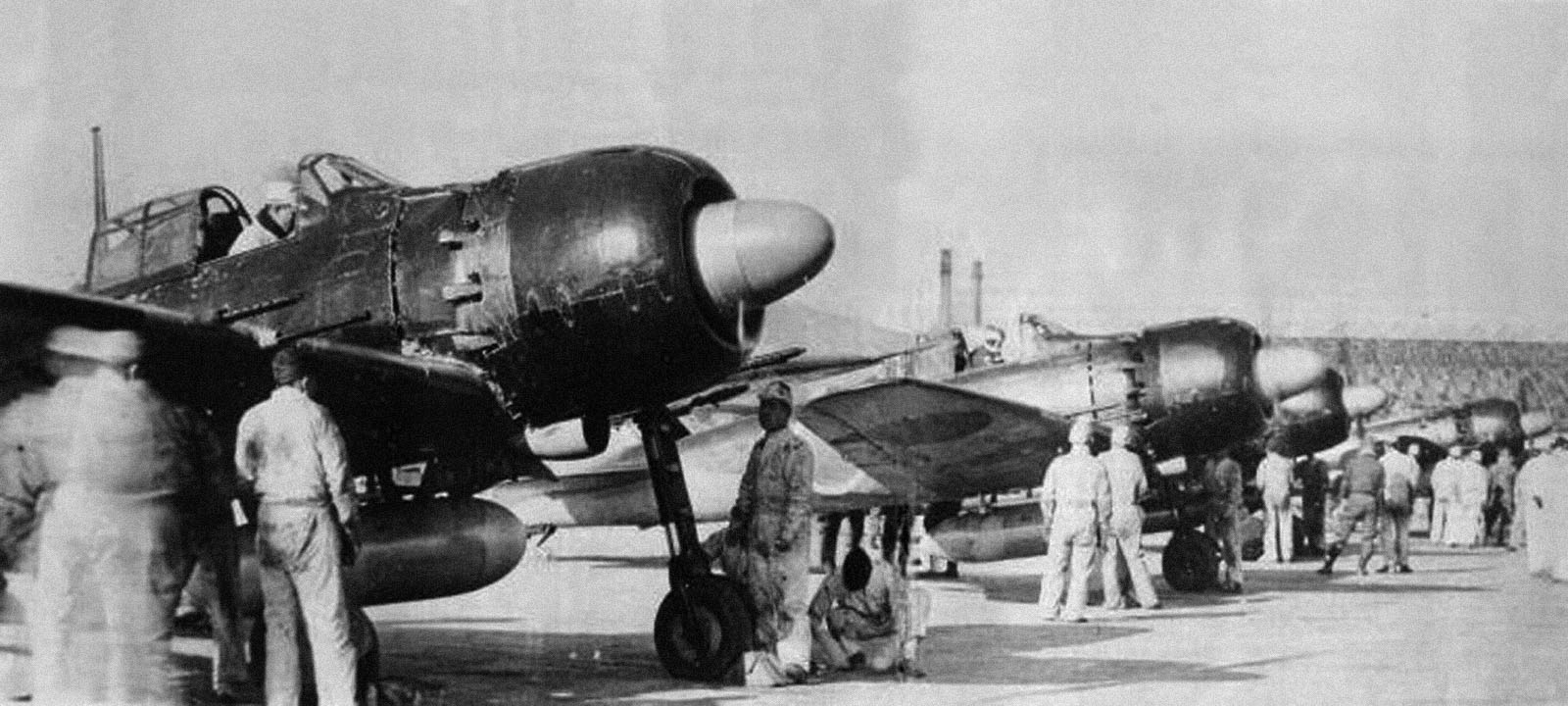
Mitsubishi A6M "Zero" giapponesi pronti al decollo per un'operazione kamikaze

L'ondata dei kamikaze si avvicinò alla flotta alleata nel primo pomeriggio del 6 aprile ma l'ammiraglio Spruance aveva previsto fin dai giorni precedenti la minaccia costituita dagli attacchi aerei suicidi e aveva prudentemente organizzato uno schermo di protezione della flotta costituito da quindici cacciatorpediniere equipaggiati con moderni radar di scoperta, schierati in due archi di cerchio a nord-nord-est di Capo Bolo in funzione di allarme precoce; alle ore 15.00 il cacciatorpediniere USS Colhoun individuò per primo l'ondata di aerei in arrivo e allertò la flotta americana.

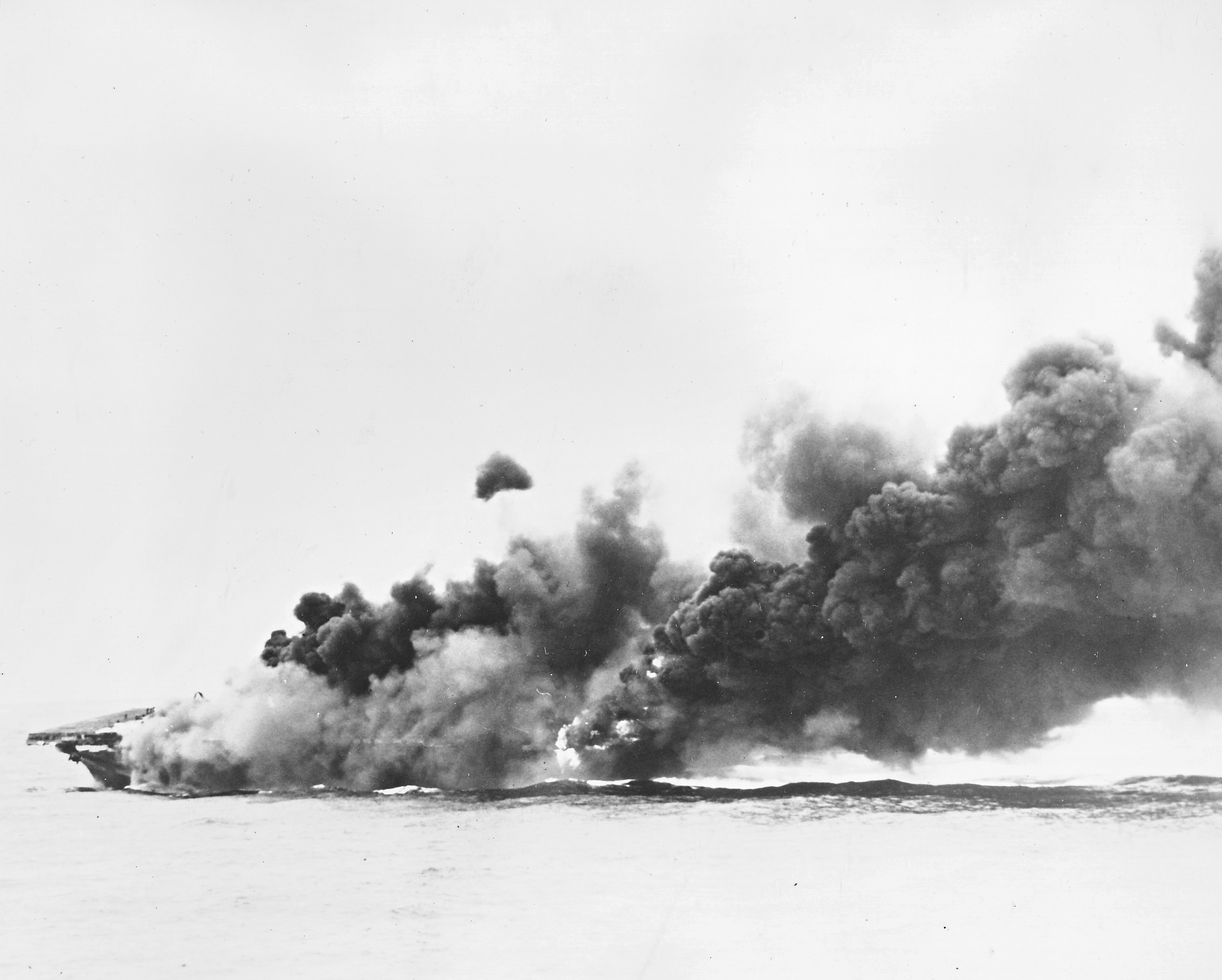
L'incendio della portaerei USS Hancock dopo l'attacco di un aereo kamikaze il 6 aprile 1945

Gli aerei giapponesi compresero l'importanza tattica di questo schermo di cacciatorpediniere che quindi divenne il bersaglio principale degli attacchi kamikaze; il cacciatorpediniere USS Bush subì l'assalto di decine di aerei nipponici e ben presto venne colpito e affondato. Poco dopo anche il Colhoun, dopo aver abbattuto cinque velivoli giapponesi, venne colpito da tre kamikaze e a sua volta distrutto. Gli aerei suicidi giapponesi attaccarono con straordinaria determinazione ma vennero ben presto intercettati dai caccia americani decollati dalle portaerei che, insieme alla contraerea delle navi, ne abbatté un gran numero; oltre 240 aerei nipponici della prima ondata furono distrutti. Gli altri tuttavia non rinunciarono a condurre a fondo l'attacco, mentre due kamikaze mancavano di poco la portaerei leggera USS San Jacinto e il cacciatorpediniere USS Taussig, un altro aereo suicida colpì in pieno il ponte di volo della grande portaerei USS Hancock provocando gravi danni e poco dopo un kamikaze danneggiò gravemente il cacciatorpediniere USS Haynsworth.
Nonostante le potenti difese aeree americane, un certo numero di aerei suicidi giapponese riuscì ugualmente a superare lo schermo di protezione e giunse fino alle navi della forza anfibia impegnata nelle operazioni di sbarco sulle spiagge. In questa fase finale della prima operazione Kikusui, gli aerei kamikaze subirono nuove perdite ma riuscirono ad infliggere pesanti danni alle navi della forza anfibia. Furono colpiti e affondati un dragamine, due grandi navi da trasporto e lo LST 447, mentre vennero gravemente danneggiati la corazzata USS Maryland, altri nove cacciatorpediniere, quattro navi scorta e cinque posamine. Al termine della prima giornata di attacchi l'alto comando nipponico calcolò di aver affondato con il primo Kikusui quattro navi nemiche e di averne danneggiate altre ventiquattro e quindi giudicò favorevolmente, nonostante le pesanti perdite, i risultati raggiunti degli attacchi suicidi che esaltarono anche l'entusiasmo e il fanatismo dei giovani piloti kamikaze pronti a sferrare nuovi assalti nei giorni seguenti.

### Operazione Kikusui II

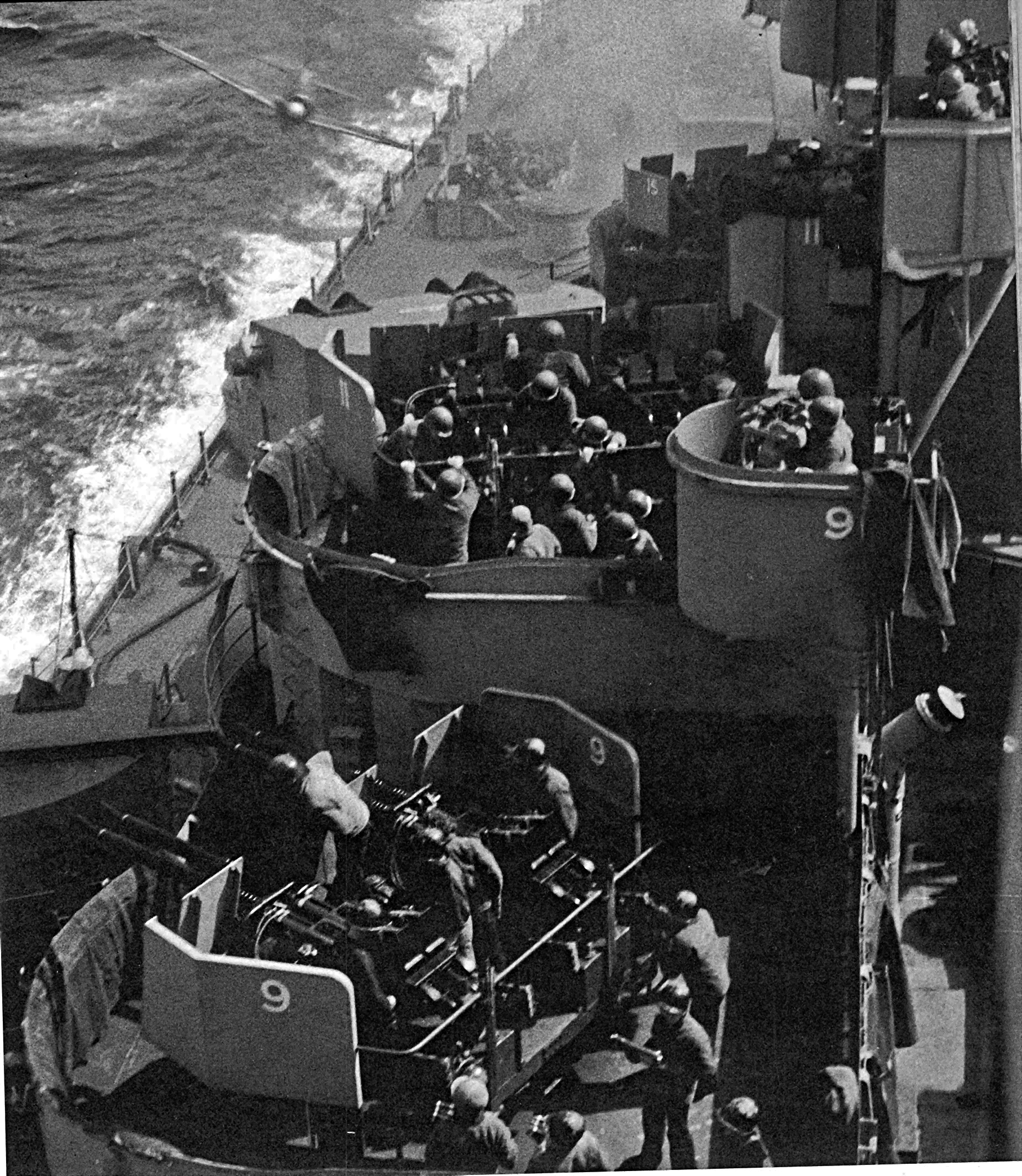
La drammatica immagine dell'attacco di un aereo kamikaze contro la corazzata il 12 aprile 1945

In realtà i giorni seguenti l'offensiva kamikaze del 6 aprile 1945 furono caratterizzati da una serie di sconfitte per i giapponesi; sul terreno le truppe americane guadagnarono lentamente terreno nella penisola di Motobu, mentre in mare la Marina imperiale sferrò la disperata missione della 2ª Flotta guidata dalla corazzata gigante Yamato che però venne intercettata e attaccata il 7 aprile 1945 da centinaia di aerei americani prima di poter entrare in contatto con la flotta nemica; priva di protezione aerea, l'ammiraglia della flotta nipponica venne colpita da cinque siluri e undici bombe e affondò alle ore 14.23.

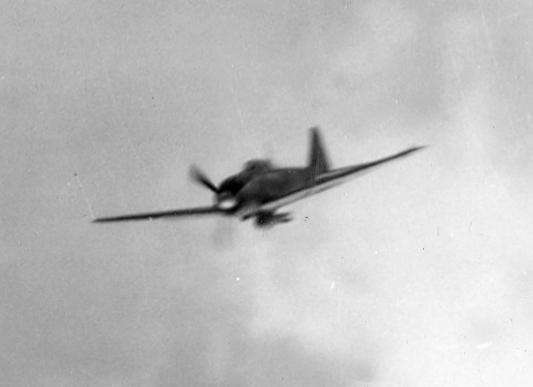
Un kamikaze sta per colpire la portaerei

Nonostante le sconfitte, nell'isola di Kyūshū l'ammiraglio Ugaki era deciso a riprendere gli attacchi e sferrare ancor più massicce offensive kamikaze, ma le sue operazioni erano gravemente intralciate da problemi logistici e tattici causati dagli attacchi aerei americani sulle sue basi. Per evitare gravi perdite a terra, l'ammiraglio era stato costretto a disperdere i suoi aerei con la conseguenza di rendere molto più difficoltose le manovre di raggruppamento e concentrazione dei velivoli prima dell'attacco. Finalmente il 12 aprile 1945 l'ammiraglio Ugaki fu in grado di lanciare una nuova, grande operazione Kikusui contro la flotta americana a Okinawa con 185 aerei Kamikaze, di cui 125 della marina e 60 dell'esercito, supportati da altri 150 aerei e alcuni bimotori armati con bombe Ohka.
Sembra che l'ondata degli aerei giapponesi abbia cercato di sviare i sistemi di allarme radar dello schermo di cacciatorpediniere a protezione del grosso della flotta americana lanciando numerosi window per contromisura elettronica ma i caccia americani decollati dalle portaerei riuscirono ugualmente a intercettare e abbattere un gran numero di aerei nemici, mentre l'artiglieria contraerea delle navi intervenne continuamente e ottenne rilevanti successi. Nonostante le gravi perdite, almeno metà degli aerei giapponesi riuscì a passare e raggiunse le navi americane sferrando un nuovo e drammatico attacco kamikaze. Alcune delle navi più importanti dell'ammiraglio Spruance vennero colpite e fortemente danneggiate, tra cui la grande portaerei USS Enterprise, che dovette abbandonare temporaneamente le acque di Okinawa e andare in riparazione, e le corazzate USS Missouri, USS Idaho, USS Tennessee e USS New Mexico. Anche lo schermo dei cacciatorpediniere venne bersagliato dai kamikaze e nella prima fase almeno otto di queste navi subirono gravi danni; furono colpiti anche due dragamine, due cacciatorpediniere di scorta e una nave da sbarco della flotta anfibia. Nella seconda fase dell'attacco kamikaze, gli aerei suicidi riuscirono ad affondare il posamine Abele, distrutto dall'esplosione di un kamikaze schiantatosi sulla nave, mentre l'incrociatore leggero USS Oakland e altri cinque cacciatorpediniere e un dragamine furono colpiti ma riuscirono a riparare i danni. Complessivamente, secondo i dati giapponesi, nel secondo attacco Kikusui una nave americana venne affondata e altre quattordici fortemente danneggiate.

### Operazione Kikusui III

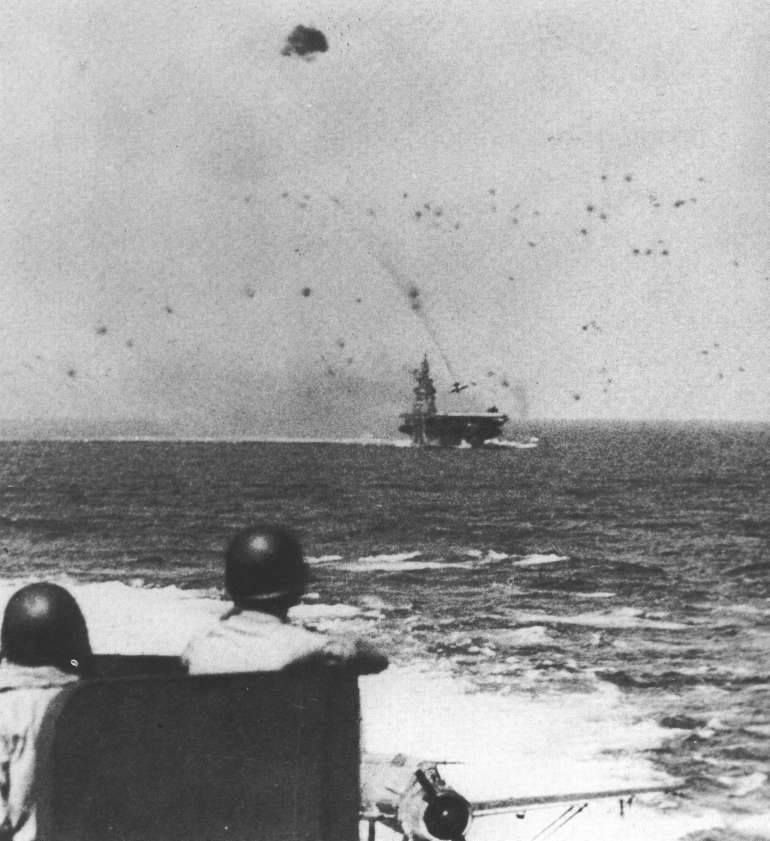
L'attacco kamikaze sulla portaerei

I comandanti della flotta americana erano seriamente preoccupati per le perdite e temevano un'ulteriore accentuazione degli attacchi; il 15 e il 16 aprile quindi vennero sferrati nuovi incursioni sugli aeroporti dell'isola di Kyūshū per distruggere a terra i velivoli nemici e disorganizzare l'organizzazione delle forze aeree nipponiche. Questi attacchi ottennero notevoli successi ma evidentemente non indebolirono il morale dei comandanti e degli equipaggi delle unità Kamikaze né poterono impedire la nuova operazione Kikusui che venne sferrata dall'ammiraglio Ugaki lo stesso 16 aprile 1945 con 165 aerei, di cui 120 della marina e 45 dell'esercito.
Gli aerei suicidi riuscirono a penetrare gli schermi difensivi americani e raggiunsero le navi nemiche che nuovamente furono sottoposte a drammatici attacchi Kamikaze condotti con fanatica determinazione dai giovani piloti giapponesi; in questa nuova serie di attacchi il cacciatorpediniere USS Pringle venne colpito e affondato, mentre la grande portaerei USS Intrepid subì gravissime avarie e dovette abbandonare le acque di Okinawa ed essere rimorchiata a Ulithi, nelle isole Caroline, per i lavori di riparazione. Nella terza missione Kikusui vennero anche seriamente danneggiati altri tre cacciatorpediniere, due dragamine, due cannoniere e una petroliera.

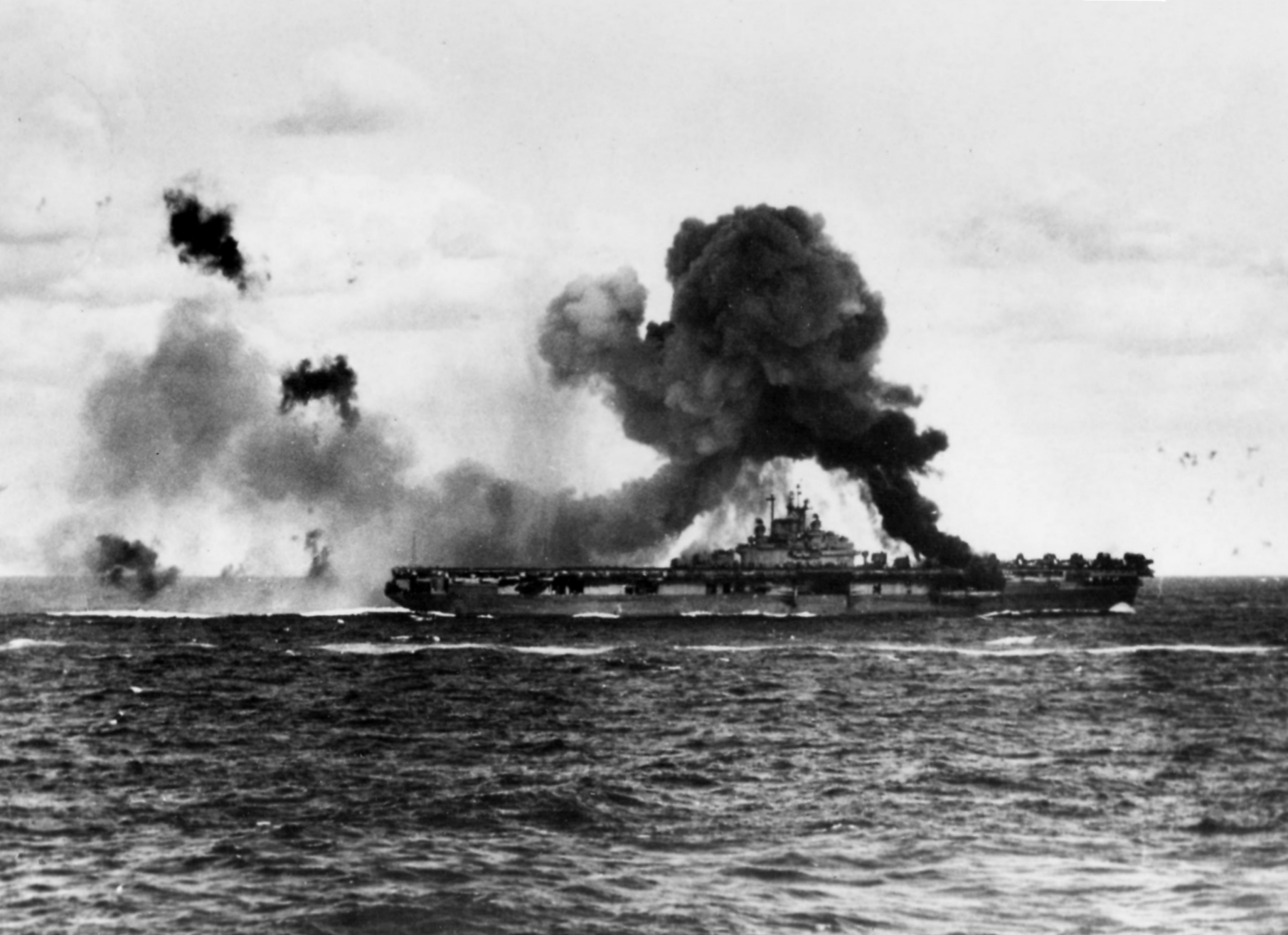
La portaerei colpita dai kamikaze

La situazione della flotta americana al largo di Okinawa, dopo questa terza ondata Kamikaze era ormai difficile; a causa del numero crescente di unità affondate o danneggiate, le navi ancora effettivamente in azione stavano diminuendo costantemente; inoltre le unità che erano costrette a lasciare la battaglia e ritornare nelle basi arretrate per le necessarie riparazioni dovevano essere supportate e protette da numerose altre navi che quindi abbandonavano a loro volta le acque di Okinawa. Gli ammiragli americani temevano seriamente che, continuando in questo modo gli attacchi nemici, la flotta dell'ammiraglio Spruance sarebbe stata costretta a ritirarsi completamente dalla battaglia di Okinawa con conseguenze decisive per le truppe a terra del generale Buckner impegnate in sfibranti combattimenti contro i soldati nipponici.
L'ammiraglio Chester Nimitz, comandante in capo della Flotta del Pacifico, manifestò il suo disappunto per le pesanti perdite e soprattutto per il lento ritmo di avanzata delle truppe americane a Okinawa; sorsero forti contrasti tra i comandanti, e l'ammiraglio affermò che a causa della mancanza di slancio ed energia del generale Buckner la campagna si stava prolungando e costava alla sua flotta "una nave e mezzo al giorno" per gli attacchi kamikaze. Gli ammiragli americani cercarono di controbattere le tattiche suicide infittendo il più possibile lo schermo dei cacciatorpediniere in funzione di picchetto radar; almeno sedici navi erano permanentemente in azione fino a una distanza di 150 chilometri da Okinawa in modo da poter individuare e segnalare alla maggiore distanza possibile dal grosso della flotta l'ondata di aerei nemici. Undici di questi cacciatorpediniere di picchetto erano assegnati ai settori nord-orientale, verso Kyūshū, e sud-occidentale, verso Formosa, da dove decollavano gli aerei suicidi. Le navi dello schermo di preallarme svolgevano compiti di straordinaria importanza ma erano anche pericolosamente esposti agli attacchi dei kamikaze che sceglievano in primo luogo proprio queste unità come bersagli.

### Operazioni Kikusui IV e V

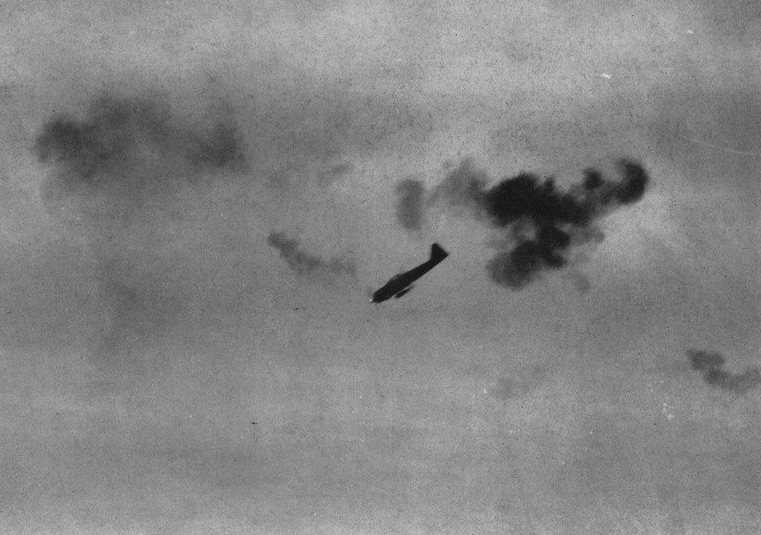
Un Mitsubishi A6M "Zero" giapponese inizia la picchiata per effettuare l'attacco kamikaze

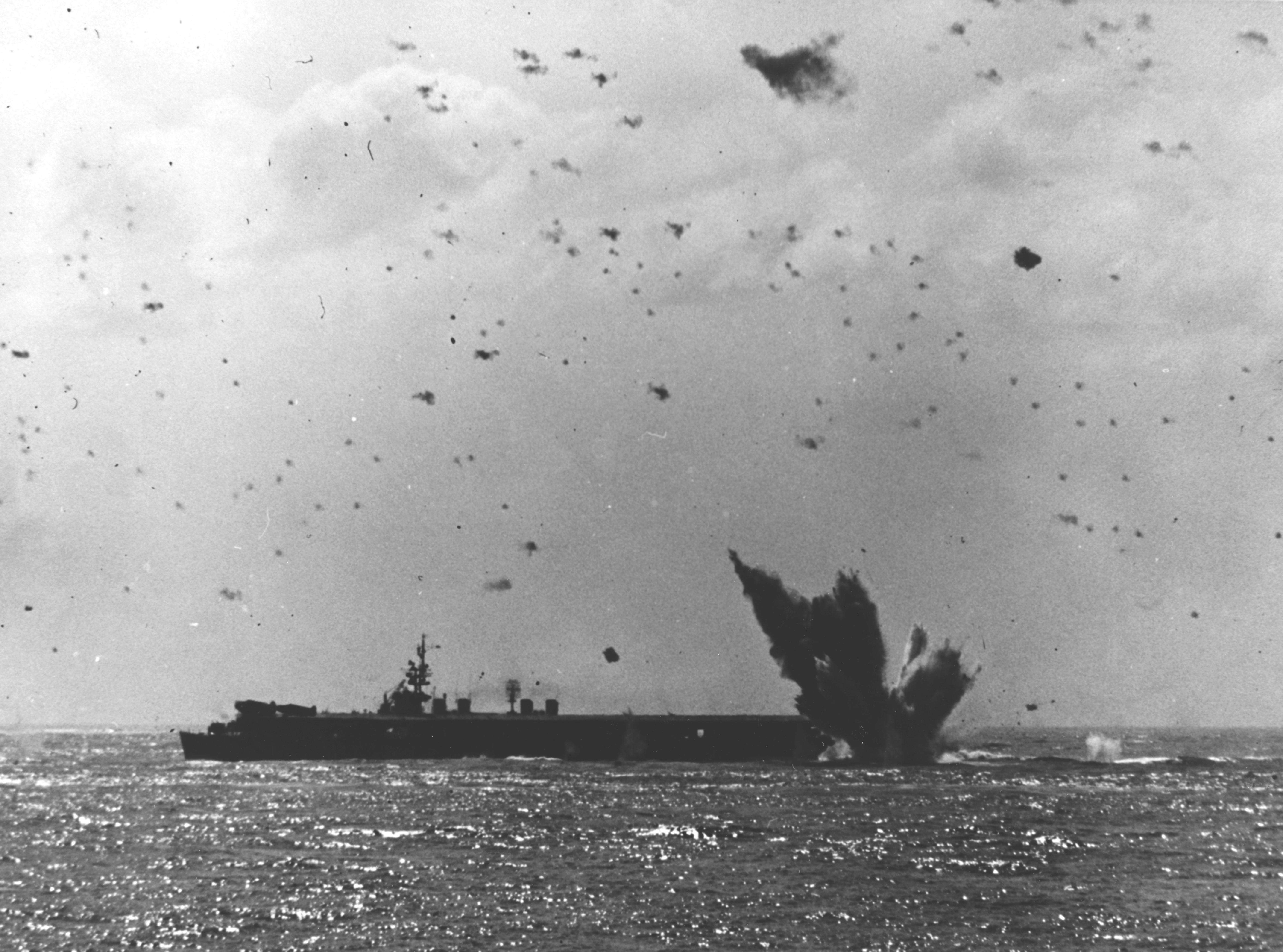
Il danneggiamento da parte di un aereo kamikaze della portaerei leggera

Durante la campagna di Okinawa, la marina e l'esercito giapponesi lanciarono dieci grandi ondate di attacchi kamikaze, ma a queste operazioni principali si affiancarono continue incursioni di piccoli gruppi di aerei suicidi che intralciarono le operazioni della flotta americana e inflissero sporadicamente ulteriori danni. L'ammiraglio Ugaki sferrò invece il nuovo attacco in massa solo il 27 aprile quando decollarono verso Okinawa 115 aerei, di cui 65 kamikaze della marina e 50 dell'esercito imperiale. Questo primo gruppo fu seguito nei due giorni seguenti da altre ondate con circa 200 aerei che prolungarono gli attacchi fino al mattino del 29 aprile; le azioni di contrasto delle forze americane decimarono anche queste ondate e abbatterono quasi 160 aerei nipponici, ma i superstiti condussero a fondo le operazioni e colpirono nuovamente molte unità navali americane.

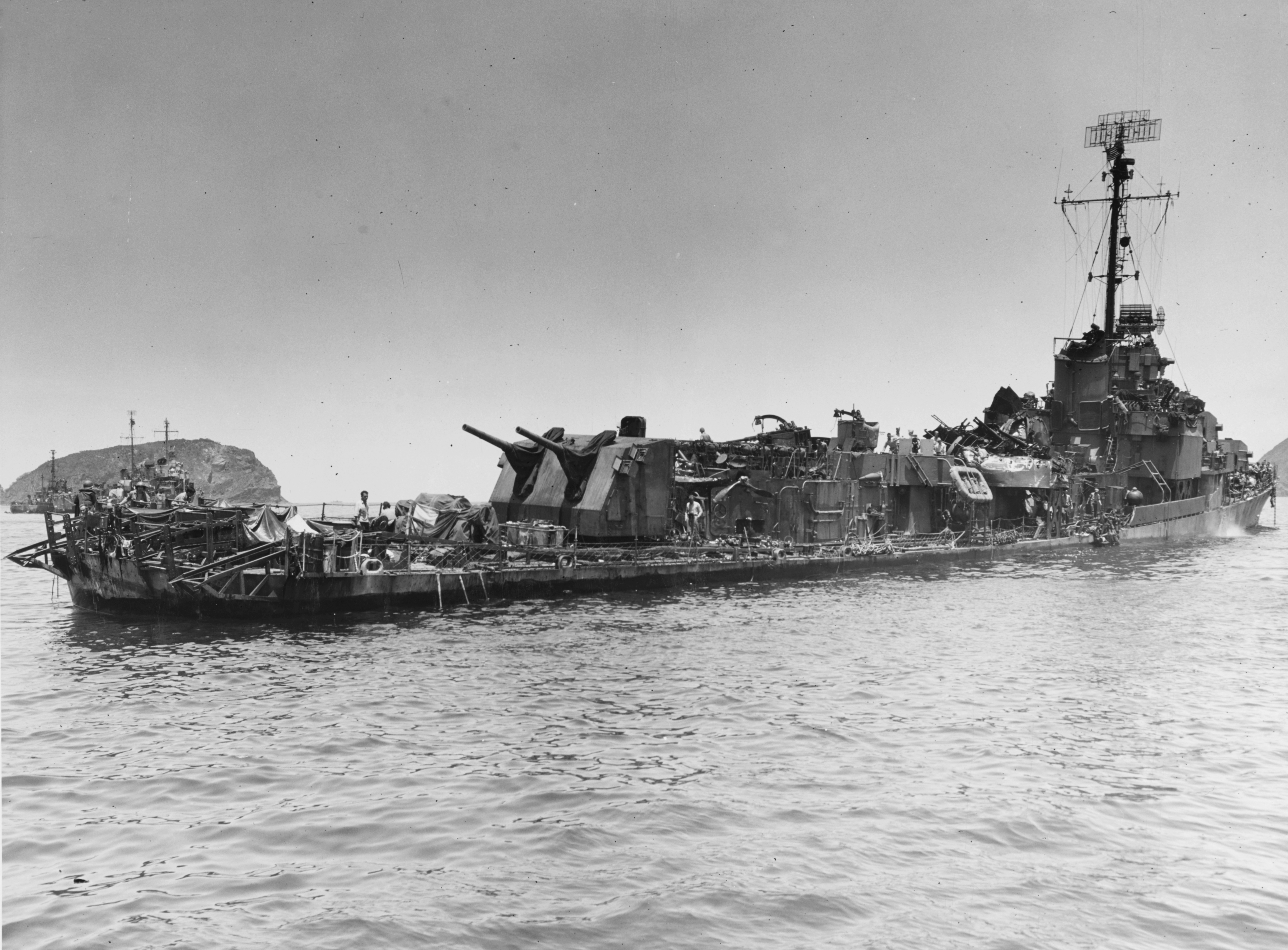
Il relitto del cacciatorpediniere USS Ward

Il 27 aprile, primo giorno di questa nuova serie di attacchi suicidi, i kamikaze si divisero in due gruppi e, mentre una parte degli aerei si dirigeva contro la flotta anfibia al largo delle coste dell'isola, molti aerei suicidi attaccarono accanitamente i cacciatorpediniere dello schermo di pre-allarme radar per cercare di disgregare il sistema di controllo e individuazione a distanza allestito dagli americani. Nonostante le perdite elevatissime, alcuni kamikaze riuscirono a portare fino in fondo il loro attacco e molte unità navali furono colpite dagli aerei suicidi anche se nel corso dell'operazione Kikusui IV non venne affondata alcuna nave da guerra statunitense; venne invece distrutto un bastimento da carico, e furono gravemente danneggiati un'altra nave da trasporto e cinque cacciatorpediniere che dovettero abbandonare la battaglia ed essere rimorchiati alle isole Caroline. Un kamikaze colpì anche la nave ospedale Comfort nonostante fosse facilmente identificabile per la colorazione bianca dello scafo e le grandi croci rosse.
L'ammiraglio Ugaki sferrò il successivo attacco Kikusui V la mattina del 3 maggio 1945 in connessione con il previsto grande contrattacco terrestre delle truppe nipponiche del generale Mitsuru Ushijima sull'isola di Okinawa; in quel giorno vennero impegnati 125 Kamikaze, di cui 75 della Marina imperiale e 50 dell'Esercito, supportati da altri 120 aerei. L'ondata d'attacco speciale ancora una volta si concentrò contro lo schermo di protezione dei cacciatorpediniere americani che di nuovo dovettero incassare pesanti danni per lo schianto sulle navi degli aerei suicidi; nella prima fase affondarono il cacciatorpediniere USS Little e una nave da sbarco, mentre il cacciatorpediniere USS Ward, pur gravemente danneggiato da sei aerei kamikaze, riuscì a sopravvivere. Nuovi attacchi suicidi al largo delle coste dell'isola colpirono l'incrociatore USS Birmingham e altri tre cacciatorpediniere che dovettero essere ritirati dallo schieramento di copertura, mentre, nonostante l'intervento dei caccia di scorta che abbatterono almeno 140 aerei giapponesi, altri kamikaze raggiunsero e colpirono la portaerei di scorta USS Sangamon, che subì pesanti danni e dovette a sua volta essere abbandonata, e numerose navi di minore importanza.
I kamikaze dell'ammiraglio Ugaki tornarono anche il giorno 4 maggio 1945 e ancora una volta le navi americane dello schermo di allarme precoce subirono la maggior parte degli attacchi suicidi; in questa occasione intervennero anche le bombe Ohka anche se sembra che i risultati maggiori furono ottenuti dai fanatici attacchi dei gruppi di "assalto speciale" suicidi della marina e dell'esercito. I kamikaze affondarono i cacciatorpediniere USS Luce e USS Morrison e due navi da sbarco; molte altre navi vennero attaccate e colpite: i giovani piloti suicidi danneggiarono il posamine Shea, due altri cacciatorpediniere, un dragamine e un'altra nave da sbarco. Nonostante il disperato coraggio dei piloti e i danni inflitti, l'azione dei kamikaze tuttavia non riuscì ad influire sull'andamento dei combattimenti in corso sull'isola; nello stesso giorno le truppe giapponesi sferrarono una grande contrattacco sul terreno contro le forze americane a Okinawa ma dopo combattimenti confusi e accaniti, l'assalto venne duramente respinto.

### Operazione Kikusui VI

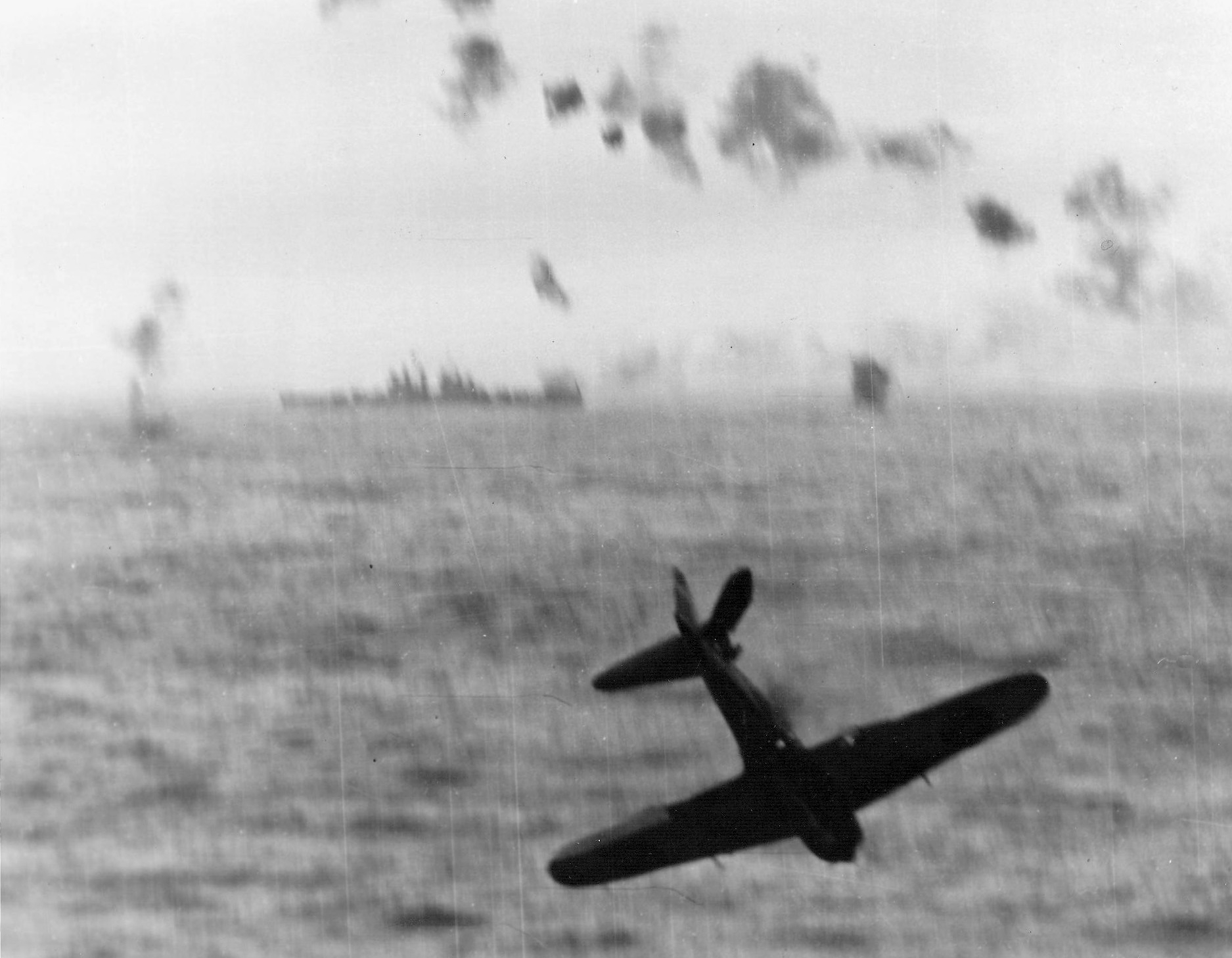
Un kamikaze cade in mare vicinissimo alla portaerei USS Essex.

Nonostante il progressivo aggravamento della situazione sul terreno a Okinawa, le forti perdite aeree e la catastrofe della Yamato, le truppe nipponiche del generale Ushijima continuavano a combattere con la massima determinazione, mentre gli alti comandi giapponesi non intendevano desistere ma al contrario erano decisi a continuare con gli assalti dei gruppi d'attacco speciale. L'11 maggio 1945, in connessione con i combattimenti a terra che stavano raggiungendo la fase decisiva con l'attacco americano alla "fortezza" di Shuri aspramente difesa dai soldati nipponici, l'ammiraglio Ugaki riprese le operazioni Kikusui organizzando una nuova ondata di aerei kamikaze costituita da 70 velivoli della Marina imperiale e 80 dell'Esercito imperiale.

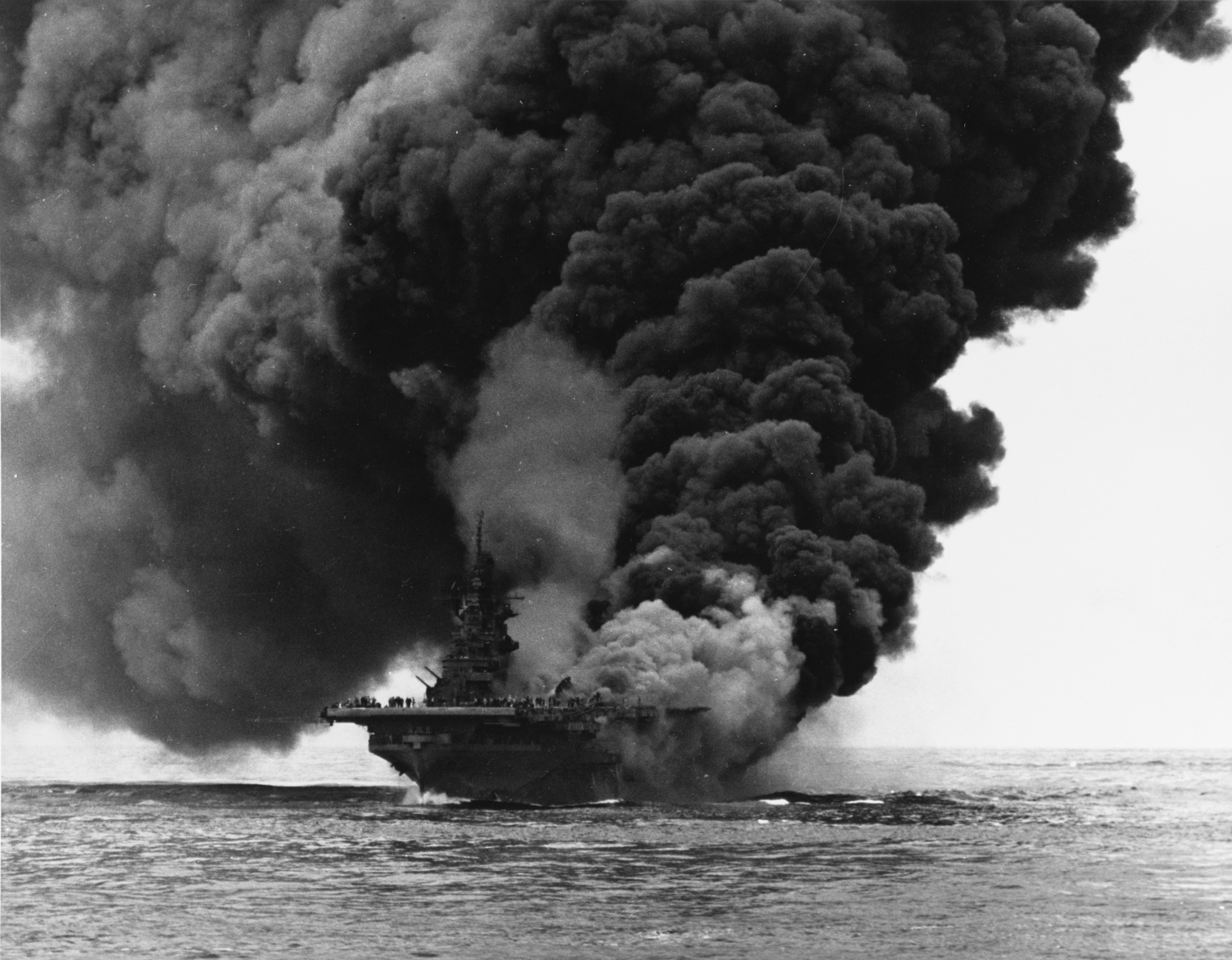
La portaerei ammiraglia USS Bunker Hill in fiamme dopo essere stata colpita da due aerei suicidi l'11 maggio 1945

Gli aerei giapponesi in volo verso Okinawa si divisero in due gruppi e, oltre a dirigersi verso le navi americane, proseguirono verso sud e raggiunsero e attaccarono anche la flotta britannica. Nonostante l'intervento dei caccia americani, che abbatterono 91 aerei nemici, una parte dei kamikaze arrivò sugli obiettivi e sferrò una nuova serie di drammatici attacchi suicidi. I piloti giapponesi non attaccarono solo lo schermo delle navi di protezione ma raggiunsero le grandi navi della Task Force 58 che subirono continui attacchi e si trovarono in grande difficoltà. La portaerei di squadra USS Bunker Hill, ammiraglia della Task force 58 dell'ammiraglio Mitscher, venne colpita da due kamikaze guidati dal sottotenente di vascello Seizo Yasunori e dal guardiamarina Kiyoshi Ogawa, e subì danni disastrosi; le perdite a bordo furono elevatissime: 396 morti e 264 feriti e la portaerei, in preda a enormi incendi, dovette lasciare le acque di Okinawa, mentre l'ammiraglio Mitscher fu costretto ad abbandonare la nave e trasferirsi sulla portaerei Enterprise. Gli aerei suicidi colpirono anche la corazzata New Mexico che fu pesantemente danneggiata, e praticamente distrussero i cacciatorpediniere USS Evans e USS Hugh W. Hadley che dovettero essere rimorchiati a sud e non furono più recuperati; infine i kamikaze danneggiarono anche una nave da trasporto e una nave da sbarco della forza anfibia.

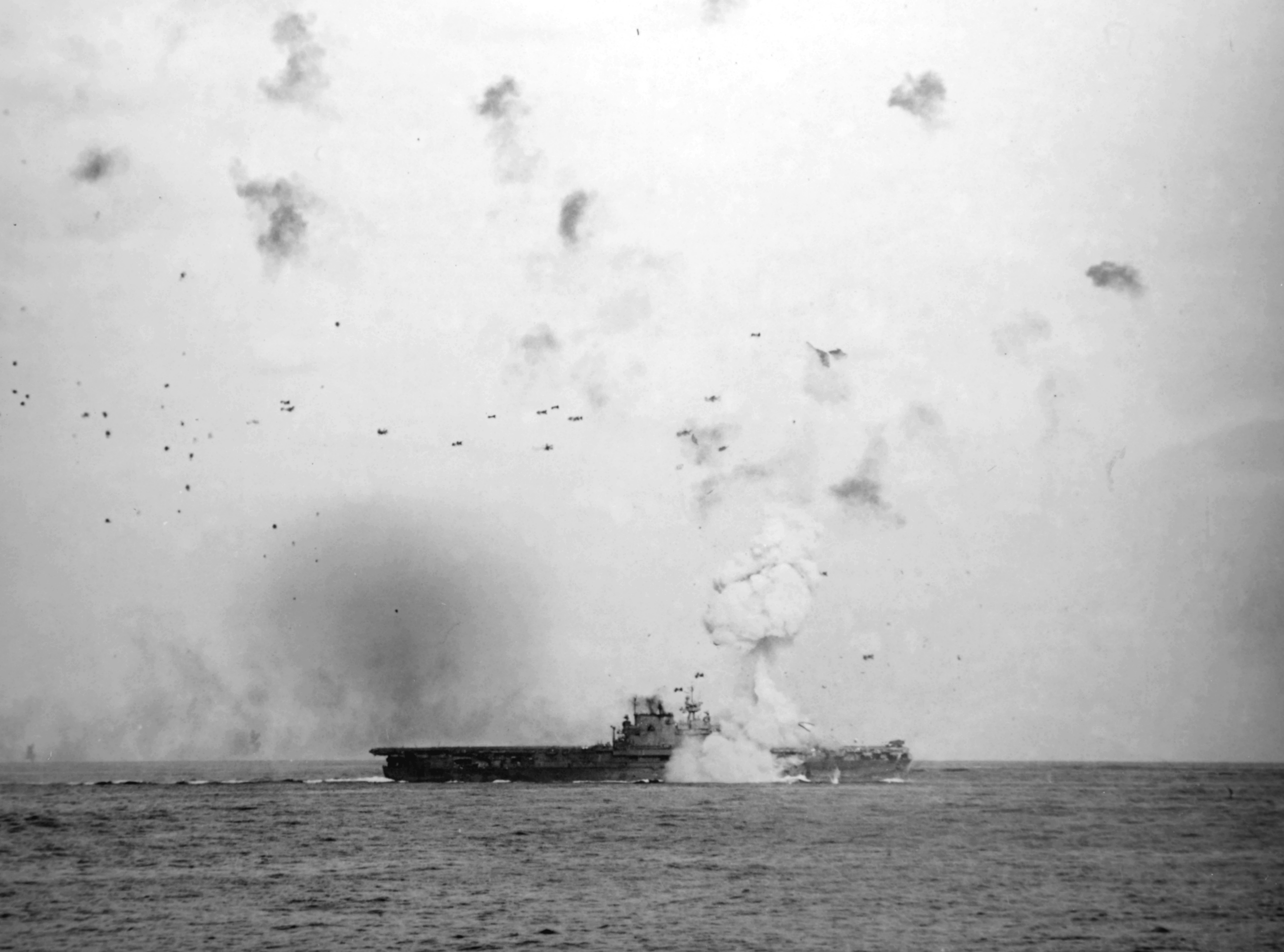
La portaerei USS Enterprise colpita da un kamikaze il 14 maggio 1945

Nello stesso momento, mentre la Task Force 58 subiva il grosso degli attacchi, alcuni aerei suicidi arrivarono volando verso sud-ovest fino alle navi della squadra navale britannica che venne attaccata e le portaerei HMS Formidable e HMS Victorious furono colpite dai kamikaze. Le conseguenze tuttavia furono meno drammatiche per le navi britanniche che, disponendo di porti di volo parzialmente corazzati, subirono solo danni leggeri e poterono rimanere in azione nelle acque di Okinawa.
Il 14 maggio 1945 una nuova ondata di aerei kamikaze raggiunse la Task Force 58 e si concentrò ancora contro le grandi portaerei di squadra: la portaerei USS Essex riuscì a evitare miracolosamente una serie di attacchi e non venne danneggiata in modo serio, ma la portaerei Enterprise con a bordo l'ammiraglio Mitscher, venne colpita in pieno da un aereo suicida e, seriamente in difficoltà, dovette ripiegare verso sud e lasciare la battaglia; l'ammiraglio Mitscher fu nuovamente costretto ad abbandonare la nave e trasferire ancora il suo posto di comando, che questa volta venne installato sulla portaerei USS Randolph.

### Operazioni Kikusui VII e VIII
Le ondate kamikaze si succedevano apparentemente inesauribili e i giovani piloti suicidi stavano dimostrando un fanatico coraggio, ma le loro perdite erano state elevatissime e il numero degli aerei disponibili stava lentamente diminuendo; inoltre malgrado tutti i sacrifici, le operazioni Kikusui dell'ammiraglio Ugaki non riuscivano a interferire in modo decisivo con la campagna terrestre delle truppe americane che continuava lentamente ma guadagnava sistematicamente terreno; nella terza settimana di maggio i soldati del generale Buckner aggirarono l'area fortificata di Shuri, conquistarono la capitale Naha e occuparono i capisaldi del cosiddetto "ferro di cavallo".

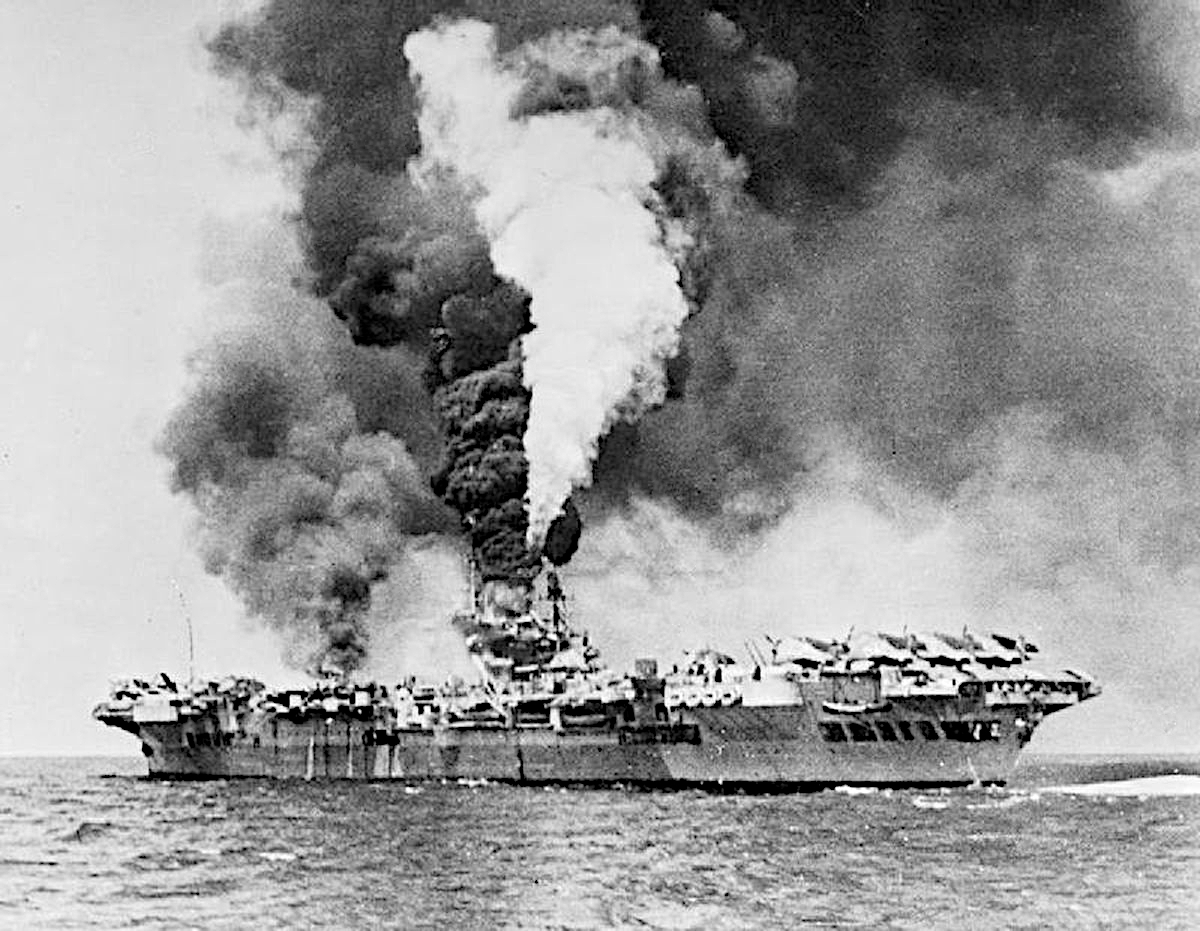
La portaerei britannica HMS Formidable in fiamme dopo un attacco kamikaze

Nonostante le sconfitte, l'alto comando giapponese perseverò nelle sue azioni e, mentre si organizzavano audaci operazioni aviotrasportate nelle retrovie americane per disorganizzare i preparativi del nemico, l'ammiraglio Ugaki sferrò la notte del 23-24 maggio l'ennesima incursione kamikaze che venne poi ripetuta anche la notte del 24-25 maggio 1945. In questi attacchi i giapponesi impiegarono almeno 160 aerei suicidi, di cui 65 della marina e 100 dell'esercito imperiale; in questa occasione per la prima volta alcuni dei piloti kamikaze, in particolare dell'esercito imperiale, non erano volontari ma avevano ricevuto l'ordine diretto di offrirsi per le missioni d'attacco "totale". Sembra che il generale Miyoshi, comandante dell'unità aeree dell'esercito schierate a Kyushu, abbia protestato con i comandi superiori per queste radicali decisioni; è certo comunque che nessun pilota giapponese si rifiutò esplicitamente di eseguire gli ordini. Secondo le fonti giapponesi gli alti comandi avrebbero effettivamente sollecitato con "pressioni, non del tutto simboliche" i piloti, per incoraggiare le offerte volontarie per essere reclutati nei reparti d'assalto speciali.

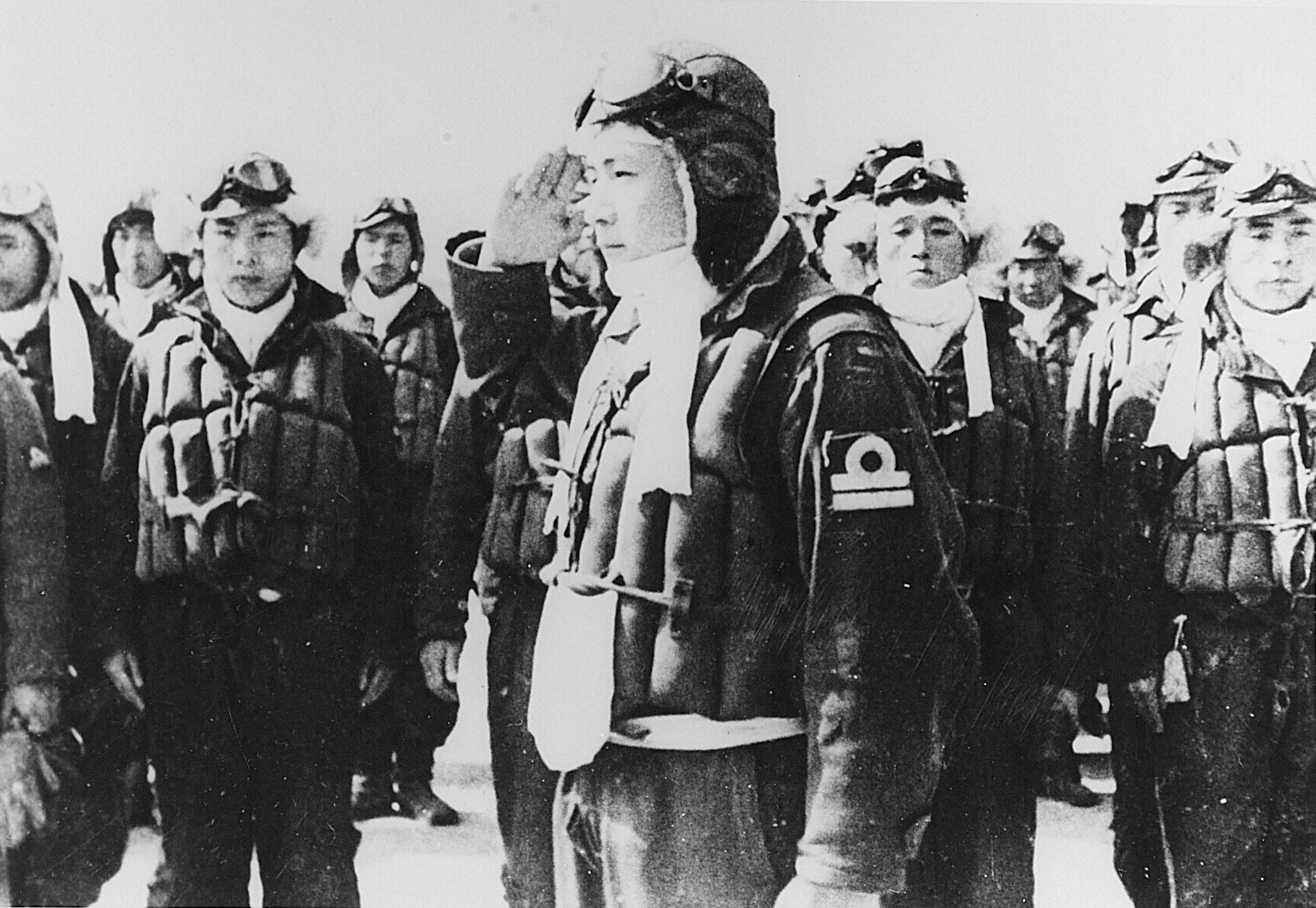
Piloti kamikaze della Marina imperiale giapponese

Nonostante queste difficoltà organizzative, anche le operazioni del 23-25 maggio venne condotte con la massima determinazione dai piloti suicidi che, secondo le fonti giapponesi, avrebbero affondato una nave americana, danneggiandone altre nove. In realtà mentre l'incursione del 23-24 maggio non ottenne risultati di rilievo e venne quasi completamente distrutta dalle difese americane, nell'attacco kamikaze del 24-25 maggio, protetto da una debole scorta di caccia convenzionali, gli aerei suicidi raggiunsero e attaccarono la linea dei cacciatorpediniere di sorveglianza a distanza. Nei confusi scontri aeronavali, circa 150 kamikaze vennero abbattuti, ma i superstiti affondarono il cacciatorpediniere di scorta USS Bates e una nave da sbarco; mentre altre otto navi furono pesantemente danneggiate.
Il 27-28 maggio 1945 l'ammiraglio Ugaki fece partire ancora un'altra ondata di kamikaze per l'operazione Kikusui VIII; circa 110 aerei suicidi, di cui 60 della marina e 50 dell'esercito decollarono in direzione di Okinawa, protetti in questa occasione da una forte scorta di caccia. L'ammiraglio intendeva soprattutto supportare le truppe giapponesi a terra che erano ormai allo stremo delle forze e stavano ripiegando dal settore fortificato di Shuri; egli quindi ordinò ai suoi aerei di colpire soprattutto le navi da trasporto per disorganizzare il supporto logistico delle forze terrestri americane. Lo schermo dei cacciatorpediniere di picchetto tuttavia anche in questa occasione rilevò l'ondata d'attacco e intervenne con un pesante fuoco contraereo infliggendo forti perdite agli aerei nemici. Gli aerei kamikaze rimasti tuttavia riuscirono a colpire il cacciatorpediniere USS Drexler che venne affondato da due aerei suicidi e danneggiarono molte altre navi, compreso il cacciatorpediniere USS Braine che subì gravissimi danni con 66 morti a bordo per l'impatto di due aerei suicidi dell'Esercito imperiale, tra cui quello pilotato dal giovanissimo caporale Yukio Araki la cui squadra shimbu, composta da cinque aerei, si sacrificò completamente nell'attacco.

### Operazioni Kikusui IX e X

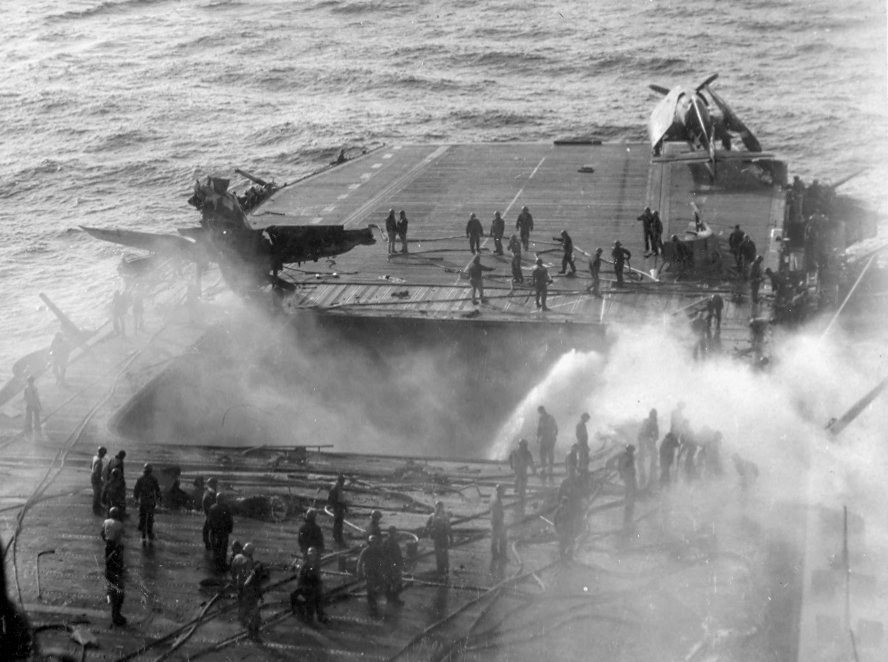
I danni sul ponte di volo della portaerei USS Enterprise dopo un attacco kamikaze

All'inizio del mese di giugno la situazione dei giapponesi a Okinawa si era ulteriormente aggravata; gli ultimi nuclei di resistenza erano concentrati a sud-ovest dove si erano asserragliati nella penisola di Oroku che gli americani iniziarono ad attaccare dal 4 giugno 1945. Nonostante la tenace resistenza, le truppe statunitensi del generale Buckner ripresero ad avanzare, mentre nei cieli continuavano i combattimenti. In realtà in questa fase finale della battaglia, ormai l'ammiraglio Ugaki disponeva solo di forze notevolmente ridotte dopo le sanguinose battaglie aeronavali cominciate all'inizio del mese di aprile. Egli fu costretto a ridurre le grandi missioni Kikusui con concentrazioni massicce di aerei suicidi e sostituirle invece con continue incursioni di piccoli gruppi di kamikaze, l'ammiraglio sperava di intralciare ugualmente le operazioni navali nemiche e inoltre scuotere il morale e indebolire la resistenza degli americani sottoposti a continue minacce dall'aria.

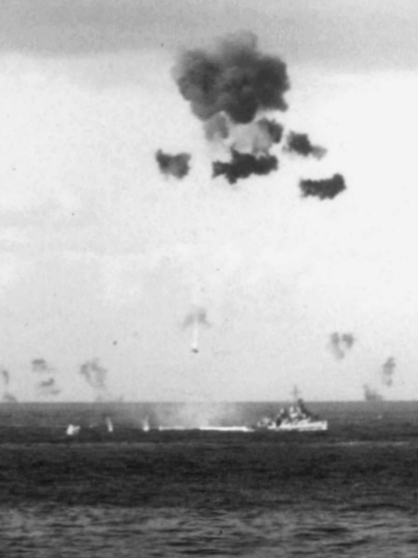
Un aereo suicida esplode vicino al cacciatorpediniere USS John Rodgers

Queste ripetute missioni di piccoli gruppi di aerei continuarono dal 3 al 7 maggio e furono impiegati in totale non più di 50 kamikaze, di cui 20 della marina e 30 dell'esercito; nonostante la debolezza numerica di questi attacchi, i piani dell'ammiraglio Ugaki raggiunsero un parziale successo. Gli equipaggi della flotta aeronavale americana, sottoposti a continui pericoli, subirono un grande logoramento e i piloti giapponesi riuscirono, a costo della vita, a infliggere altre perdite. Dopo l'affondamento il 3-4 giugno di una nave da sbarco e di un mercantile, il 5 giugno furono danneggiati la corazzata USS Mississippi, l'incrociatore pesante USS Louisville, il cacciatorpediniere USS Anthony e un dragamine; infine il 6-7 giugno furono colpite la portaerei di scorta USS Natoma Bay e un secondo dragamine.
La situazione della flotta americana era ancor più difficile anche a causa del violento tifone del 5 giugno che inflisse altri danni a molte navi americane, tra cui tre corazzate, quattro portaerei e tre incrociatori.
La battaglia di Okinawa, tuttavia, stava ormai volgendo alla fine; gran parte dell'isola era in mano delle truppe americane e gli ultimi nuclei di resistenza giapponesi non erano più in grado di continuare i combattimenti. Nonostante la tragica morte il 18 giugno 1945 del comandante in capo statunitense, il generale Simon Bolivar Buckner, entro il 21 giugno 1945 gli americani completarono la conquista di Okinawa e superarono le residue sacche di resistenza nemiche. Il generale Ushijima si suicidò poco prima della fine dei combattimenti. L'alto comando nipponico sferrò un ultimo, disperato attacco Kikusui il 21-22 giugno con 45 kamikaze, di cui 30 aerei della marina e 15 dell'esercito, che danneggiò ancora, secondo le fonti giapponesi, cinque navi nemiche ma non poté influire in alcun modo sulla battaglia.

## Bilancio e conclusione
Durante la battaglia di Okinawa la Marina e l'Esercito imperiali giapponesi fecero sforzi straordinari per evitare una nuova sconfitta e bloccare l'avanzata nemica verso le isole del Giappone. Nel corso delle dieci offensive Kikusui principali e nelle numerosissime incursioni isolate, i giovani piloti dei "gruppi d'assalto speciali" si sacrificarono con disperato e fanatico coraggio; in totale la Marina imperiale impiegò, secondo le fonti giapponesi, 860 aerei, mentre l'esercito imperiale mise in azione altri 605 aerei; le fonti occidentali riportano generalmente cifre leggermente più alte. Solo una piccola percentuale di questi aerei peraltro riuscì a portare a termine con successo l'attacco suicida; secondo le fonti alleate 133 aerei colpirono un obiettivo e altri 122 caddero vicinissimi al bersaglio. Le perdite tra i piloti furono estremamente elevate: morirono 2 045 aviatori della marina e 1 022 dell'esercito; almeno 2 258 aerei furono distrutti, considerando tutte le perdite di aerei giapponesi nella campagna di Okinawa.

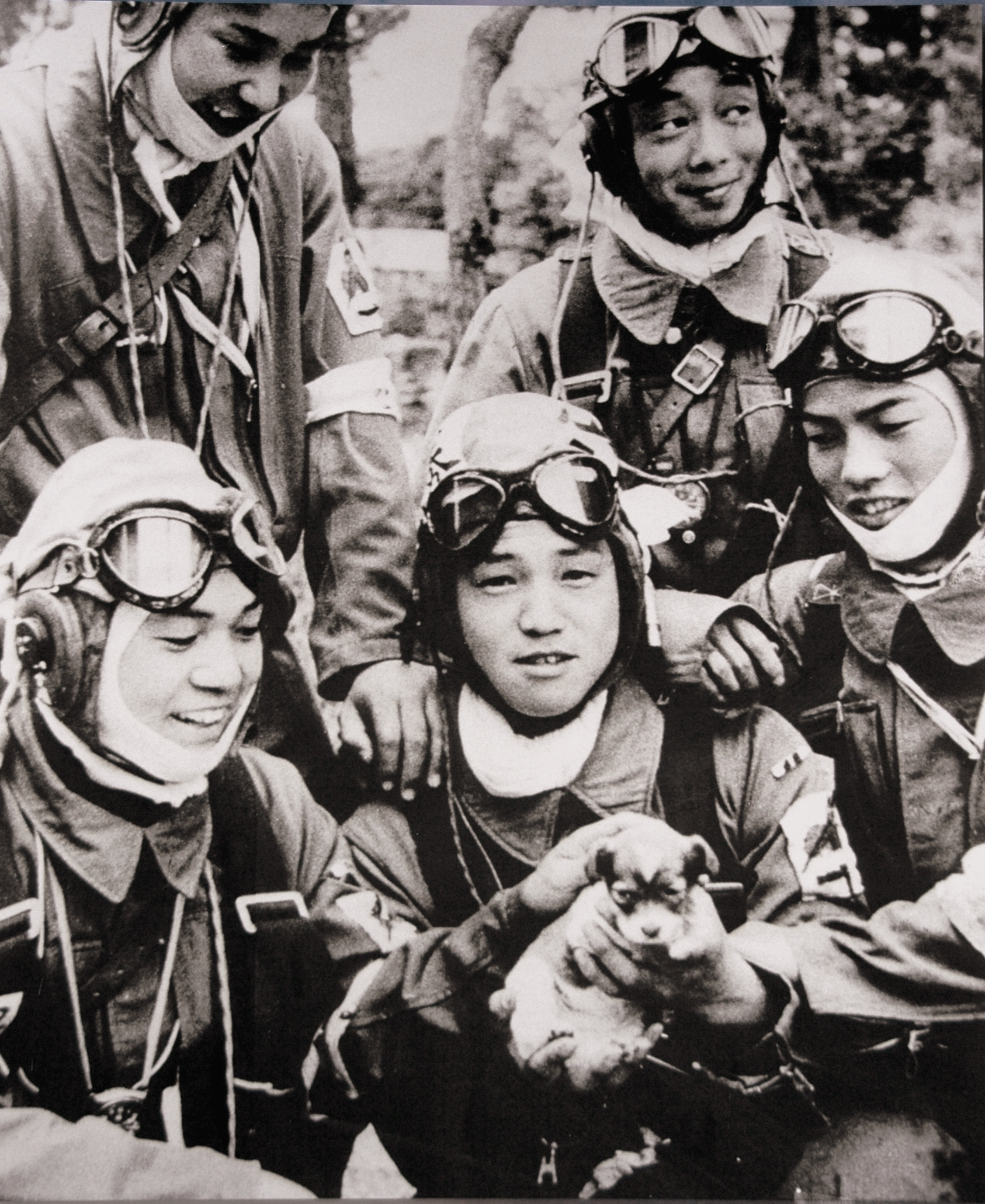
Un gruppo di giovani piloti kamikaze delle Forze aeree dell'esercito giapponese nel 1945; al centro il caporale Yukio Araki di 17 anni, che il 25 maggio 1945, durante la battaglia di Okinawa, danneggiò gravemente il cacciatorpediniere USS Braine. Tutti e cinque i piloti della foto morirono nell'azione.

I Kamikaze riuscirono a infliggere a loro volta forti perdite di uomini e mezzi all'immensa flotta alleata che fu costretta a combattere una logorante battaglia difensiva che in alcuni momenti sembrò mettere in dubbio l'esito dell'intera campagna di Okinawa. Le navi affondate dagli attacchi suicidi furono, secondo le fonti americane, 26, mentre altre 164 furono colpite e danneggiate; le cifre riferite dai piloti giapponesi dopo le missioni erano molto più alte e riferivano di almeno 97 navi nemiche affondate ma non sono state ritenute attendibili. Le navi totalmente distrutte furono principalmente cacciatorpediniere dello schermo di protezione, navi da trasporto e navi da sbarco anfibio, mentre nessuna grande nave da battaglia affondò sotto i colpi dei kamikaze che tuttavia danneggiarono in modo serio otto portaerei, tre corazzate e due incrociatori. Le perdite umane della marina statunitense furono le più pesanti di tutta la campagna del Pacifico: 4 900 morti o dispersi e 4 824 feriti; furono persi in tutta la battaglia anche 763 velivoli delle portaerei.
Gli americani riuscirono ad evitare danni ancora maggiori e salvarono le grandi navi da battaglia soprattutto grazie alla loro eccellente organizzazione e alla capacità delle squadre antincendio e riparazione danni, di controllare la situazione a bordo anche nelle condizioni apparentemente più drammatiche. Le rigorose misure di sicurezza sulle navi statunitensi permisero di evitare esplosioni catastrofiche delle munizioni e incendi incontrollati, mentre le navi portaerei britanniche furono protette soprattutto dai loro ponti corazzati che limitarono i danni dell'impatto dei kamikaze. Gli americani furono in parte favoriti anche dall'eccessiva determinazione, dall'inesperienza e dalla scarsa disciplina dei giovani piloti giapponesi che sferrarono a volte attacchi disordinati, concentrando eccessivamente i loro assalti contro i cacciatorpediniere dello schermo di protezione esterno senza dirigere subito contro le navi principali.
Nonostante la vittoria finale ad Okinawa e gli errori e le debolezze dei kamikaze, i dirigenti politico-militari americani manifestarono grande preoccupazione per la fanatica strategia giapponese che ritennero "l'arma più efficace" messa in campo dal Giappone nell'intera guerra. Le previsioni su una probabile sanguinosa ripetizione della battaglia di Okinawa al momento del previsto sbarco sulle isole del Giappone, influirono sul processo decisionale dei dirigenti americani e favorirono la ricerca di strategie alternative per ottenere la resa del nemico. Effettivamente i capi dell'Impero erano apparentemente decisi a continuare la guerra e soprattutto le massime gerarchie militari preparavano piani che prevedevano la resistenza ad oltranza e l'impiego di oltre 5 000 kamikaze che sarebbero stati tenuti in riserva fino allo scontro decisivo sulle coste della madrepatria.
I bombardamenti atomici di Hiroshima e Nagasaki del 6 e 9 agosto 1945 e l'entrata in guerra dell'Unione Sovietica l'8 agosto, cambiarono completamente la situazione e convinsero l'imperatore Hirohito ad imporre la sua volontà e costringere i capi militari a concludere la resa che venne comunicata agli alleati il 15 agosto 1945. L'ammiraglio Matome Ugaki, il capo dei kamikaze nelle operazioni Kikusui a Okinawa, alla notizia della fine della guerra, preferì condividere il destino dei suoi giovani piloti e lo stesso 15 agosto 1945 decollò con un piccolo numero di aerei per un'ultima missione suicida che si concluse con la sua morte prima di arrivare sui cieli dell'isola.